# マックス・ワード
マックス・ワード（Max Ward）は、時折ハイラックス・マックスの名義でも活動する、アメリカのパワーバイオレンス／スラッシュコアのドラマー兼ボーカリストである。Spazz、Plutocracy、Capitalist Casualties、What Happens Next?、Bombs of Death、Scholastic Dethといったバンドで活躍している。また、DIYシーンへの熱心な支持でも知られ、サンフランシスコ・ベイエリア在住ながら、地元、国内、そして海外の数百ものバンドのレコードをリリースし、ツアーをブッキングしている。625 Thrashcore Recordsの創設者でもある。

## キャリア
音楽キャリアの初期には、ドラマーのマックス・ワードは、ニュージーランドのハミルトンの「スーパーグループ」であるGrokや、アコースティックグループのBeat Angelsなどのバンドに所属していた。彼はクリス・フィッシュと共に複数のバンドで演奏した。

## 625 Thrashcore
625 Thrashcoreは、1993年にWardが設立したアメリカのレコードレーベルである。主にアメリカと日本のハードコア、グラインドコア、スラッシュコア、パワーバイオレンスなど、さまざまなジャンルのレコードをリリースしている。
Artists include:
- Charles Bronson
- Exhumed
- Iron Lung
- NoComply
- R.A.M.B.O.
- Spazz
- What Happens Next?